# محافظة كايبنغ
محافظة كايبونغ هي محافظة تقع في هوانغهاي الشمالية، كوريا الشمالية.

## أعلام
- جونغجونغ ملك جوسون